# Halisiphonia nana
Halisiphonia nana är en nässeldjursart som beskrevs av Eberhard Stechow 1921. Halisiphonia nana ingår i släktet Halisiphonia och familjen Hebellidae. Inga underarter finns listade i Catalogue of Life.